# Дорн-Диркхајм
Дорн-Диркхајм (њем. Dorn-Dürkheim) општина је у њемачкој савезној држави Рајна-Палатинат. Једно је од 66 општинских средишта округа Мајнц-Бинген. Према процјени из 2010. у општини је живјело 910 становника. Посједује регионалну шифру (AGS) 7339201.

## Географски и демографски подаци
Дорн-Диркхајм се налази у савезној држави Рајна-Палатинат у округу Мајнц-Бинген. Општина се налази на надморској висини од 172 метра. Површина општине износи 5,6 km². У самом мјесту је, према процјени из 2010. године, живјело 910 становника. Просјечна густина становништва износи 162 становника/km².